# Ludmila Savitzky
Ludmila Savitzky, née le 10 septembre 1881 à Iekaterinbourg et morte le 22 décembre 1957 à Paris 6e, est une traductrice, actrice, critique, écrivaine pour enfants, franco-russe. 
Elle traduisit du russe au français (Constantin Balmont, Boris Zaïtsev, Leonid Leonov) mais aussi de l'anglais au français (Dedalus de James Joyce, Virginia Woolf, Christopher Isherwood, Frederic Prokosch, John Rodker). 

## Biographie
Ludmila Savitsky grandit en Géorgie à Tiflis où son père magistrat issu de la noblesse polono-lituanienne, est affecté en 1889 alors que sa fille n'a que 8 ans. La mère de Ludmila est originaire de la noblesse locale de Koursk. Ludmila apprend déjà le français à Ekaterinbourg avec une préceptrice française. Puis elle poursuit au lycée de Tiflis et enfin dans un pensionnat près de Lausanne quand elle a 16 ans. En 1900 elle part perfectionner son anglais en Grande-Bretagne, puis retrouve sa mère à Paris où elle fait connaissance de révolutionnaires et de représentants de la bohème artistique. 
En 1901, sa mère l'envoie dans la propriété familiale de Korotcha dans la province de Koursk en Russie pour l'éloigner d'un Paris fort hédoniste. Elle fait là la connaissance de Constantin Balmont, qui n'a pas l'autorisation de vivre dans les grandes villes russes en raison de ses opinions politiques. Il est à l'apogée de sa gloire et fait la cour à la jeune fille. Ils vivent une brève liaison interrompue par le départ de Balmont à l'étranger en 1902. Mais depuis son exil forcé à Korotcha Ludmila lui écrit tous les jours. Grâce à leurs échanges de lettres elle découvre la poésie moderniste russe. Elle affine aussi son style russe. Balmont est au faîte de son prestige littéraire. Ludmila  retourne a Paris en 1902 et y rejoint la troupe de théâtre d'un fiancé comédien sous le pseudonyme de Lucie Alfé. C'est la vie de bohême et Balmont doit aider le jeune couple du fait que Ludmila refuse de demander de l'aide à ses parents dont elle s'est éloignée .
Elle rencontre plus tard son second mari, l'écrivain, critique d'art et traducteur Jules Rais. Le couple a ensemble deux filles et connaît des relations difficiles. Ils sont proches du poète André Spire. La jeune mère doit renoncer au théâtre et commence à publier des articles critiques et des romans pour enfants. Au début des années 1920, elle publie aussi des poèmes et de petites proses dans des revues modernistes. Mais c'est son activité de traductrice qui lui apportera la notoriété.
Sa maîtrise de cinq langues (russe, français, anglais mais aussi allemand et italien) en fait une traductrice idéale de James Joyce dont elle traduit Dedalus : Portrait de l'artiste en jeune homme en 1924. 
En 1920 Balmont revient en France et Ludmila et lui reprennent des relations amicales. C'est elle qui va maintenant faire office de guide dans la littérature française. Balmont s'installe en Bretagne et Ludmila devient sa principale traductrice en France. Le poète espère retrouver en France un second souffle littéraire. En décembre 1921, Ludmila signe un contrat avec la maison d'édition Bossard pour Visions solaires, un recueil francophone des récits de voyages de Balmont déjà publiés dans les années 1900-1910 en Russie sous diverses publications. Mais les motivations de l'auteur, de la traductrice et de l'éditeur divergent trop. Ludmila Savitsky entend faire respecter sa traduction qui respecte à ses yeux le style de l'auteur.
Vers le milieu des années 1920 des frictions fréquentes avec les écrivains bolchévisants limitent les possibilités de traductions d'émigrés antisoviétiques tels que Balmont. Dans les années 1930, elle cesse d'assumer son rôle de médiatrice entre les différentes tendances russes, soviétiques et françaises. Elle se consacre alors à la critique théâtrale et littéraire.       
Ludmila Savitsky fut une grande amie de Mireille Havet, dont elle conserva précieusement les écrits.
Une de ses filles, Nicole Vedrès, devint critique littéraire et réalisatrice, et épousera en 1962 le réalisateur Marcel Cravenne.

## Œuvres
- Charles Vildrac et le théâtre contemporain (1923)
- Gustave Kahn (1925)
- Souvenirs inédits (1957, collection particulière)
- Visions solaires (1923) traduction de textes de Constantin Balmont
- Visions solaires. Mexique. Égypte. Japon. Océanie.  (trad. L Savitzky), Ginkgo éditeur [« Petite Bibliothèque slave »], 2020, 316 p. (ISBN 978-2-84679-450-3)